# Stazione di Sgurgola
Stazione di Sgurgola vasútállomás Olaszországban, Sgurgola településen.

## Vasútvonalak
Az állomást az alábbi vasútvonalak érintik:
- Róma–Cassino–Nápoly-vasútvonal

## Kapcsolódó állomások
A vasútállomáshoz az alábbi állomások vannak a legközelebb:
- Stazione di Anagni-Fiuggi
- Stazione di Morolo